# Torv-Einar
Torv-Einar Ragnvaldsson (Torf-Einarr Rǫgnvaldsson), död omkring 910, var en norsk hövding av Mörejarlarnas ätt som vid 890-talets början lyckades erövra Hjaltland (Shetland) och Orkneyöarna. Einar blev stamfar till de så kallade Orkneyjarlarna, om vilka berättas i Orkneyinga saga. Han var också känd som skald och fick av Snorre Sturlasson 300 år efter sin död ett versmått uppkallat efter sig: Torf Einarsháttr (Torv-Einars versform).

## Släkt och familj
Torv-Einars föräldrar var den norske jarlen Ragnvald på Möre och en till namnet okänd trälkvinna. Ytterligare två frillosöner fanns i familjen: Rollaug (Hrollaugr) och Hallad (Hallaðr). Bland bröderna i denna syskonskara var Einar yngst.
Ragnvald Mörejarls hustru var den högättade Hild Rolfsdotter (Hildr Hrólfsdóttir), med vilken han hade sönerna Ivar (Ívarr), Gånge-Rolf (Gǫngu-Hrólfr) och Tore den tigande (Þórir Þegjandi). En dotter hette Bergliót.
Torv-Einar fick tre söner. Den ene hette Arnkel, den andre Erlend och den tredje Torfinn skallaklyvare (Þorfinnr hausakljúfr), så benämnd för sin händighet med stridsyxa. De efterträdde honom alla som jarlar. Einar hade också en dotter Tordis (Þórdís), som enligt Landnámabók blev bortgift på Island.

## Levnad

### Erövringen av Hjaltland och Orkneyar
Sedan Harald Hårfager i slaget vid Hafrsfjord hade lagt större delen av Norge under sig, flydde många av hans motståndare ut till öarna i Västerhavet. Med Hjaltland och Orkney som bas gjorde de upprepade plundringståg mot den norska kusten. Vid 870-talets mitt företog kung Harald en straffexpedition för att kuva dessa vikingar. Enligt de isländska sagaskrivarna kämpade Ragnvald Mörejarl på kungens sida i detta så kallade västerhavståg. Öarna erövrades men Ragnvalds son Ivar stupade, varför Ragnvald som gottgörelse fick öarna i förläning av kungen. Det nya jarldömet styrdes till en början av Ragnvalds bror Sigurd och dennes son Guttorm, men båda dog i försöken att pacificera området. Ragnvald sände då sin son Hallad till öarna, men denne upptäckte snart att han hade hamnat i ett getingbo. Det svärmade av vikingar som gjorde strandhugg överallt, varför han tröttnade på alltsammans och återvände till Norge. Där avsade han sig jarlsvärdigheten och återtog en fri bondes ställning.
Hallads misslyckande gjorde Ragnvald misslynt. Yngste sonen Einar erbjöd sig då att fara. Han utrustades med långskepp och besegrade i ett sjöslag omkring år 893 två danska vikingar som hette Tore träskägg (Þórir tréskegg) och Kalv den skorvige (Kálfr skurfa). Därefter gjorde han sig till jarl över öarna, och blev en mäktig man. Detta är i korthet så som historien berättas i kungasagorna och i Orkneyinga saga. 

### Maktkamp
Sagornas historieskrivning har dock ifrågasatts på många punkter. Nutida historiker är mer benägna att tolka det orkneyiska jarldömets uppkomst som slutsteget i en maktkamp mellan möreätten och den norske kungen. Varken skotska eller norska källor ger något stöd åt uppgiften att Ragnvald Mörejarl skulle ha deltagit i Harald hårfagres västerhavståg – i stället tycks erövringen av Orkneyöarna ha skett på möreättens eget initiativ.
Hypotesen att det varit en maktstrid mellan dessa båda ätter låter sig också lättare infogas i det fortsatta händelseförloppet. I Norge stormade kung Haralds söner Ragnvald jarls gård på Möre och lät bränna honom inne. En av sönerna, Halvdan högben (Hálfdan háleggr), anföll därefter Orkneyöarna och fördrev Torv-Einar, som flydde till Katanäs (Caithness). Han återvände dock oväntat på hösten och lyckades i en häftig sjöstrid nedkämpa Halvdan, som tillfångatogs. »Einar jarl lät då rista blodörn på hans rygg. Med svärd skar han bort revbenen från ryggen, drog ut lungorna, och så offrade han honom till Oden för sin seger«, står det i Orkneyinga saga.
Blodörnshistorien är dock ytterst tvivelaktig. Denna hemska avrättningsmetod är med all sannolikhet ett påhitt från sent 1100-tal, då lärda islänningar tolkade en metafor i Sighvat Tordssons Knútsdrápa alltför bokstavligt, och därefter broderade ut texten med allt fler detaljer för att förklara sina tolkningar. I den strof där Torv-Einar själv berättar om Halvdans död framgår klart att han föll i strid genomborrad av spjut.

### Kung Haralds krigståg mot Torv-Einar
Då kung Harald fick bud om Halvdans fall uppbådade han krigsfolk och avseglade till Orkneyöarna. Något slag blev det dock inte, ty kungen ansåg sig tydligen inte vara stark nog för att våga ett avgörande. I stället ingicks förlikning där Torv-Einar och alla öborna lovade betala 60 mark guld i mansbot. Då bönderna tyckte att detta var för mycket lovade Einar att själv betala allt, mot att han fick överta öbornas odal. Detta gick de med på, främst »därför att de fattiga hade föga jord, men de rika trodde sig kunna lösa igen sin odal så snart de ville«.
Kung Harald gav därmed upp alla sina försök att kontrollera jarldömet på Orkneyöarna. Torv-Einar förblev dess obestridde härskare fram till sin sotdöd år 910 (eller senare). Hans dynasti skulle fortsätta att styra över öarna i nästan ett halvt årtusende.

## Verk
Av Torv-Einars diktning har endast fem fullstrofer bevarats. De finns i kungasagorna Heimskringla och Fagrskinna samt i Orkneyinga saga, och handlar om Torv-Einars kamp mot Harald hårfagres son Halvdan högben. Förmodligen har de ingått i ett större kväde, varifrån de av sagaförfattaren har plockats ut för att tjäna som stöd för prosaberättelsen. Versmåttet är ett slags improviserad drottkvätt, som Snorre Sturlasson systematiserade i Háttatal (55) och gav namnet Torf-Einarsháttr. Endast ett radpar i Torv-Einars egna strofer motsvarar dock exakt den form som Snorre beskriver.

## Torv-Einars karaktär
Torv-Einar är tvivelsutan en historisk person, men i sagorna har han drag av både folksaga och myt. Nyckeln till hans karaktär såg Finnur Jónsson i den replik som Snorre låter honom fälla då han ber sin far om att få fara till Orkney sedan brodern Hallad återkommit med svansen mellan benen:
»Föga heder njuter jag här och ingen kärlek har jag att skiljas ifrån. Jag skall fara över till öarna om du ger mig någon hjälp, och i gengäld lovar jag att aldrig mer komma tillbaka, vilket säkert kommer att glädja dig.«
I dessa ord, skriver Finnur Jónsson, »har vi manden, hans rolige og faste optræden, snarrådighed, stolen på sig selv, samt hans ejendommelige tørre ironi, som endnu bedre fremtræder i hans vers.«  Det är en man som inte så litet påminner om den norske folksagohjälten Askeladden: den yngste av tre bröder som alla ser ned på, men som till sist vinner prinsessan och halva kungariket. Ragnvald Mörejarl svarar att han struntar i om Einar kommer tillbaka. Han duger ändå ingenting till, ty han brås på sin mor vars släkt varit »trälfödd i alla ätteled«.
Till utseendet är Torv-Einar en Odensgestalt; stor, ful och enögd, men mer skarpsynt än de flesta andra. Detta bör dock ses mot bakgrund av orkneyjarlarnas speciella härstamningsmyt, menar religionshistorikern Gro Steinsland. Det är också mot denna bakgrund som hans eget ursprung bör tolkas. Mytologin rymmer åtskilliga berättelser om sexuella relationer mellan Asgård och Utgård. Avkomman i en sådan extremt exogam allians blev varken gud eller jätte, men kunde utgöra prototyp för en ny härskardynasti. Sagans uppgift om Torv-Einar som son till en trälkvinna är i själva verket ett typiskt exempel på den medeltida historieskrivningens omgestaltning av en hednisk ursprungsmyt: Jättekvinnan omdefinierad till trälkvinna eller ambátt. På detta sätt kunde myten också »användas som modell för social utjämning och ge legitimitet åt söner till lågättade mödrar«.
Att döma av Torv-Einars egna fem bevarade diktstrofer var han fatalist och tämligen övermodig. Han uttrycker sig ironiskt och hånfullt, både mot kung Harald och sina egna handlingsförlamade halvbröder, och han visar stor skadeglädje över att det var han – och inte bröderna – som lyckades ta hämnd för mordet på deras far. Varför han ens brydde sig om att hämnas – om hans far verkligen föraktade honom – framgår inte. Hans så tydligt visade revanschlystnad gentemot halvbröderna skulle dock kunna tyda på att sagan inte har helt fel då den understryker hans låga börd från moderns sida.

## Tillnamnet
Om Einars tillnamn skriver Snorre: »Han fick namnet Torv-Einar, eftersom han lät skära torv att använda som bränsle, ty det fanns inte skog på Orkneyöarna.« I Orkneyinga saga förklaras namnet med att Torv-Einar var den som först av alla kom på att använda torv som bränsle. Torvskärning var dock välkänt på öarna långt före Torv-Einars tid. Om det är sant, som sagorna säger, att Torv-Einar tillskansade sig all odal på öarna, kan emellertid namnet ha varit ett öknamn som han fått av sina underlydande bönder därför att de under hans styre tvingades ersätta skottskog med torv.